# 中島信文
中島 信文（なかじま のぶゆき、1947年 - ）は歴史研究家、作家。群馬県生まれ。その後、埼玉県羽生市に移り育ち、羽生小・中学校を出て埼玉県立熊谷高等学校を入学・卒業し、1971年に東北大学工学部金属材料学科卒。1972年、ジーゼル機器（株）入社、1997年、ゼクセル（株旧ジーゼル機器）取締役員就任。2001年、ボッシュオートモーティブシステム（株）執行役員。2004年末、同社を病気のために退社。その後、歴史や近代文学史関連の著述業に専念して2024年現在に至る。東逍寺真文（とうしょうじ まさふみ）の筆名で『青白き視線』（碧天舎、2005年、ISBN 4-7789-0273-4）も書いている。

## 著書
- 『日本近代文学「死の系譜」―新説・三島由紀夫事件』（三相社、2002年、ISBN 4-8096-9334-1）
- 『龍馬暗殺の黒幕は歴史から消されていた 幕末京都の五十日』（彩流社、2011年、ISBN 978-4-7791-1762-6）
- 『甦る三国志「魏志倭人伝」―新「邪馬台国」論争への道』（彩流社、2012年、ISBN 978-4-7791-1835-7）
- 『露見せり「邪馬台国」―目を覚ませ！ 歴史学・考古学よ』（龍鳳書房、2013年、ISBN 978-4-947697-45-5）
- 『古代中国漢字が解く日本古代史の虚偽と真実』（本の研究社〈東洋史が語る真実・日本古代史と日本国誕生 シリーズ1〉、2019年、ISBN 9784909292193）
- 『陳寿『三国志』が語る知られざる驚異の古代日本』（本の研究社〈東洋史が語る真実・日本古代史と日本国誕生 シリーズ2〉、2020年、ISBN 9784909292209）
- 『『三国志』が明かす壮大で国際的な古代日本―真実の倭国論、倭人論―』（本の研究社〈東洋史が語る真実・日本古代史と日本国誕生 シリーズ3〉、2020年、ISBN 9784909292216）
- 『日本国誕生の隠された秘密と真実―空白の時代と『記紀』の虚偽と真実―』（本の研究社〈東洋史が語る真実・日本古代史と日本国誕生 シリーズ4〉、2020年、ISBN 9784909292223）
- 『迫害され異端とされた歴史学者、津田左右吉、岡田英弘に捧げる！ 異端の日本古代史』（アメージング出版、2024年、ISBN 9784910782959）